# Artemisia aksaiensis
Artemisia aksaiensis — вид квіткових рослин з родини айстрових (Asteraceae). Поширення: Монголія, північний Китай. Населяє пагорби.

## Біоморфологічна характеристика
Це багаторічна трав'яниста рослина або напівкущик заввишки 40 см або більше, з дерев'янистим кореневищем та гілками, сіро-запушений або рідко запушений або голий, сильно розгалужений. Листя залозисто-крапчасте. Нижнє та середнє стеблове листя: черешок 1–2 см; листова пластинка яйцеподібна, 2–2.5 × 1.5–2 см, 2(або 3)-перисторозсічена; сегменти 3(або 4) пари; часточки дрібні, еліптичні або яйцеподібні, 3 або 4 пари, 2–4 × 1–1.5 мм, іноді з 1 або 2 зубцями. Найбільш верхнє листя та листоподібні приквітки 1- або 2-перисторозсічені. Синцвіття — широка волоть. Обгортка напівсферична або куляста, 5–8 мм у діаметрі; філарії біло запушені. Крайових жіночих квіточок 6–11. Дискових квіточок 12–18, двостатеві. Сім'янка оберненояйцеподібна. Цвітіння та плодіння: серпень — жовтень.